# バルーク・サミュエル・ブランバーグ
バルーク・サミュエル・ブランバーグ（英語：Baruch Samuel Blumberg、1925年7月28日 - 2011年4月5日）は、アメリカ合衆国の医学者。B型肝炎ウイルスを発見し、後にその診断法とワクチンを開発した。「感染症の原因と感染拡大についての新しいメカニズムの発見」により1976年のノーベル生理学・医学賞を受賞した。

## 経歴・人物
ニューヨーク市出身。1951年にコロンビア大学医科大学院を修了後、同校附属病院に4年間医師として勤務した。その後、オックスフォード大学ベリオール・カレッジ在籍中にPh.D.の研究をオックスフォード糖鎖生物学研究所にて行う。
1964年より、米国フィラデルフィアにあるフォックス・チェイス・癌センターのメンバー、ペンシルベニア大学の教授となった。この2つの研究機関に籍をおきながら同時に1989年から1994年までは、母校であるオックスフォード大学ベリオール・カレッジのマスター、1999年から2002年までは、アメリカ航空宇宙局宇宙生物学研究所のディレクターを務めた。
2011年、心臓発作を起こして急死。85歳没。

## 受賞歴
- 1974年 パサノ賞
- 1975年 ガードナー国際賞、カール・ラントシュタイナー記念賞
- 1976年 ノーベル生理学・医学賞